# Villecresnes
Villecresnes là một xã ở ngoại ô phía đông nam của Paris, Pháp. Nó nằm cách 20,1 km (12,5 mi) tình từ trung tâm của Paris.

## Thành phố kết nghĩa
- Zibido San Giacomo, Italia since 2010